# (602714) 2014 ON394
(602714) 2014 ON394 est un objet épars découvert le 25 juillet 2014.